# Ernest Solvay
Ernest Gaston Joseph Solvay (tiếng Pháp: [sɔlvɛ], 16 tháng 4 năm 1838 - 26 tháng 5 năm 1922) là một nhà hoá học, nhà công nghiệp và nhà hảo tâm người Bỉ.
Sinh ra ở Rebecq, ông đã không học đại học được do bị chứng viêm màng phổi cấp tính. Ông đã làm việc trong nhà máy hóa học của chú từ năm 21 tuổi.
Năm 1861, ông phát triển công nghệ amonia - sôđa để sản xuất sôđa (natri cacbonat khan) từ nước muối (như một nguồn chloride natri) và đá vôi (như một nguồn calci cacbonat). Quá trình này là một cải tiến so với công nghệ Leblanc trước đó.
Ông thành lập công ty Solvay & Cie và thành lập nhà máy đầu tiên của mình tại Couillet (nay đã sáp nhập vào Charleroi, Bỉ) vào năm 1863 và tiếp tục hoàn thiện quá trình cho đến năm 1872, khi ông sáng chế nó. Ngay sau đó, các nhà máy chế biến của Solvay được thành lập tại Anh, Hoa Kỳ, Đức và Áo. Hiện nay, khoảng 70 nhà máy chế biến của Solvay vẫn hoạt động trên toàn thế giới.
Việc khai thác bằng sáng chế của ông mang lại cho Solvay sự giàu có đáng kể, mà ông đã sử dụng cho mục đích từ thiện, bao gồm việc thành lập vào năm 1894 của Viện nghiên cứu Xã hội học (Institut des Sciences Sociales) hoặc Viện Xã hội học tại Đại học Tự do Brussels (bây giờ được chia thành Université Libre Bruxelles và Vrije Universiteit Brussel), cũng như các Viện nghiên cứu Vật lý và Hóa học Quốc tế. Năm 1903, ông thành lập Trường kinh doanh Solvay, cũng là một phần của Đại học tự do Brussels. Năm 1911, ông bắt đầu một loạt các hội nghị quan trọng về vật lý, được biết đến là Hội nghị Solvay, với những người tham gia là những nhà khoa học nổi tiếng như Max Planck, Ernest Rutherford, Maria Skłodowska-Curie, Henri Poincaré và Albert Einstein (lúc này Einstein chỉ mới 32 tuổi). Một hội nghị sau đó có sự tham gia của Niels Bohr, Werner Heisenberg, Max Born, và Erwin Schrödinger.
Ông đã hai lần được bầu vào Thượng viện Bỉ, đại diện cho Đảng Tự do và được trao danh hiệu danh dự của Bộ trưởng Bộ Ngoại giao vào cuối cuộc đời ông. Solvay, New York và Rosignano Solvay, các địa điểm của các nhà máy chế biến Solvay đầu tiên ở Hoa Kỳ và ở Ý cũng được đặt tên theo ông.
Solvay qua đời tại Ixelles ở tuổi 84 và được mai táng ở Nghĩa trang Ixelles.